# Clásico cordobés
El clásico cordobés es como habitualmente se denomina al partido del fútbol argentino que enfrenta a los dos clubes más importantes de Córdoba: Belgrano y Talleres.
Es uno de los clásicos más antiguos de la Argentina. El primer encuentro data del 17 de mayo de 1914 y finalizó con victoria de Belgrano por 1 a 0 con anotación de José Lascano.
Con 405 encuentros disputados, el clásico cordobés es el que más ediciones ha sumado en el profesionalismo, entre oficiales y amistosos. En partidos oficiales, el "Albiazul" aventaja por 20 encuentros al "Pirata" (96 a 76 partidos, con 86 empates). En el historial general absoluto (oficiales más amistosos), el historial se encuentra en una paridad absoluta: "la T" ganó 133 partidos, "la B" ganó 133 y empataron en 138 encuentros.
Sin embargo, en partidos oficiales, es discutible la cantidad exacta de enfrentamientos, ya que numerosos torneos de la LCF registraron anomalías propias de torneos amistosos. Además, se registra un partido sin resultado conocido que data de 1975, cuando la prensa cordobesa hizo una medida corporativa para no cubrir el partido y su marcador nunca se difundió, por lo cual no existen datos sobre él.
El último encuentro fue el 30 de marzo de 2025 en el estadio Julio César Villagra y finalizó 1-1.
Actualmente, el Clásico Cordobés es la rivalidad futbolística en la que uno de los equipos lleva más tiempo invicto en todo el mundo, ya que la última vez que ganó Belgrano fue el 15 de abril de 2006, por lo que Talleres cuenta con un invicto de 19 años, con 14 partidos oficiales jugados, por encima del clásico de Birmingham, con 14 años, y el clásico de Tel Aviv, con 11 años.
Sin embargo, Belgrano mantiene un invicto eterno como local en torneos de Primera División y copas nacionales, tras 14 partidos disputados, marca mundial que comparte únicamente con el equipo bosnio Zrinjski Mostar, que enfrenta a Velež Mostar en el clásico de Mostar.

## Historia

### Triunfos destacados de Belgrano
- El 17 de mayo de 1914, Belgrano ganó el primer clásico de la historia con un resultado de 1-0.[8]
- El 29 de noviembre de 1914, Belgrano logró el mayor triunfo en la historia del clásico, cuando venció a Talleres por 8-1 en la Liga Cordobesa.[9]
- El 13 de abril de 1947, Belgrano se quedó con el partido que sería el resultado más abultado de la historia, venciendo a Talleres por 9-4 en la Liga Cordobesa.[10]
- El 5 de febrero de 1980, los clubes cordobeses jugaron un hexagonal internacional por la Copa Córdoba. Belgrano, que jugaba el torneo de la Liga Cordobesa, venció por 2-1 a Talleres (que contaba con figuras de Selección como Daniel Valencia, Luis Galván y Miguel Oviedo) y se clasificó a la final, en la que venció al Honved de Hungría.[11]
- El 30 de julio de 1989, Belgrano remontó el último 2-0 de la historia del clásico cordobés, cuando le ganó 3-2 a Talleres en un partido amistoso.[11]
- El 30 de octubre de 1991, Belgrano marchaba 17° en el Apertura '91 y venció a Talleres por 3-0, que estaba 2° por detrás de River Plate y no había perdido en todo el torneo. Este fue además el primer Clásico Cordobés en un partido de Primera División nacional.[12]

### Triunfos destacados de Talleres
- El 16 de noviembre de 1996, Talleres ganó el partido que supone además la mayor victoria en el clásico cordobés por un partido oficial de AFA, cuando venció a su rival por 5-0 por la Primera B Nacional de ese año con un triplete de José Zelaya.[10]
- El 5 de julio de 1998, Talleres superó a Belgrano por la final del Campeonato de Primera B Nacional 1997-98, dando la vuelta en el Estadio Olímpico, logrando el ascenso a Primera y quedándose con el título de ese año.
- El 22 de enero del 2000, Talleres venció a Belgrano en un amistoso por 6-0. El triunfo del equipo de Ricardo Gareca significó la máxima goleada del clásico cordobés desde 1963 hasta el día de hoy.[11]
- El 3 de noviembre de 2007, Talleres venció 1-0 a Belgrano y comenzó una racha de partidos oficiales invicto, que mantiene hasta el día de hoy.[13]
- El 13 de marzo de 2013, Talleres eliminó a Belgrano en el único partido que jugaron por Copa Argentina, con la particularidad de que mientras Belgrano competía internacionalmente, "la T" jugaba dos categorías abajo y disputó el partido con suplentes.[14]
- El 7 de octubre de 2018, Talleres venció a Belgrano en el partido con el resultado más abultado de los últimos 33 años. El marcador fue de 3-0, con un recordado gol de Nahuel Bustos a más de 30 metros del arco.[15]

### Goles recordados de Belgrano
- “El primer gol de la historia”: El 17 de mayo de 1914, José Lascano marcó el 1-0 con el que Belgrano ganaría el primer encuentro entre ambos clubes. El equipo de Talleres reclamó posición adelantada y se retiró del campo de juego a modo de protesta.[16]
- "El gol entablillado": El 19 de abril de 1992, "el Luifa" Artime jugó su primer clásico. Luego de quedar lesionado en un cruce con Catalino Rivarola, pidió no salir, le colocaron varillas de madera en el brazo y terminó anotando el segundo gol para el triunfo 2-1. Luego del partido, los hinchas cortaron la calle para acompañarlo al sanatorio.[17]
- “El gesto de Campodónico”: El 15 de abril de 2006, Belgrano perdía por un gol ante Talleres, pero Mariano Campodónico empató el partido que "la B" terminaría remontando para ganar 2-1. En el contexto de una previa agitada por declaraciones previas y siendo el primer partido en el que los dos clubes atravesaban respectivas quiebras, el festejo de esa anotación es recordado por provocar a la parcialidad albiazul frente a su tribuna.[18]
- “El gol más rápido”: El 24 de febrero de 2024, Bryan Reyna marcó el gol más rápido en la historia del Clásico Cordobés, cuando anotó a los 51 segundos de iniciado el primer tiempo, en un partido que terminaría 2-2.[19]

### Goles recordados de Talleres
- “El gol de los estadios”: El 21 de agosto de 1974, Daniel Willington embocó un tiro libre en el ángulo a 40 metros del arco de Héctor Tocalli en la final de la Liga Cordobesa, lo que le valió el título de ese año a Talleres, que le ganó la final a Belgrano por 2-0, y la clasificación al Nacional del año siguiente.[20]

Cuando me paré para entrar, los hinchas de ellos me empezaron a putear. Mi hermana, que estaba en la tribuna, me dijo: "Haceles un gol que les dure toda la vida". El tiro libre era unos metros después de la mitad de la cancha. "Está lejos", me dijo Cacho Taborda. Y yo le dije: "Correte, que la voy a tirar a la calle Rioja". Lo único que se escuchaba eran puteadas y puteadas. Después, el silencio. La pelota se clavó en el ángulo. Ese día ganamos el título.
Daniel Willington

- “El penal de Oste”: El 5 de julio de 1998, Talleres peleaba por el título y ascenso de la B Nacional ante Belgrano, en un partido de ida y vuelta que terminó 2-2 y fue a penales. Lute Oste es recordado por patear el último penal de esa tanda y darle el torneo al "Matador".[22]
- “El gol del silencio”: El 3 de noviembre de 2007, se jugó el primer superclásico del fútbol cordobés sin público visitante. Talleres ganó por 1-0 con gol de Iván Borghello ante 40 mil personas en el Chateau Carreras.[23]
- “El Bottinazo”: El 13 de marzo de 2013, Talleres logró una histórica clasificación ante Belgrano por Copa Argentina jugando dos divisionales por debajo al vencerlo 1-0. La anotación de esa noche fue de Gastón Bottino, que le convirtió a Juan Carlos Olave para eliminar de la competición a su clásico rival.[24]

### El clásico fantasma
En 1975, Talleres y Belgrano debían disputar la final de la Copa Neder Nicola, un torneo cuadrangular organizado de forma conjunta por la Liga Cordobesa de Fútbol y el Círculo de Periodistas Deportivos de la Ciudad de Córdoba, en beneficio de esta entidad y los clubes participantes. Después de algunas postergaciones y de solicitar un porcentaje mayor de las ganancias, los clásicos rivales decidieron prescindir de la organización y realizaron el partido en beneficio propio, sin compartir la recaudación. Los periodistas cordobeses quitaron todo respaldo al encuentro, no informaron nada acerca de su disputa en los días previos y tampoco realizaron cobertura del mismo. Hasta hoy, nadie puede aportar información sobre el resultado del cotejo. Sólo se conoce que en el libro de actas del Círculo de Periodistas quedó registrado el caso.

### El caso de Emanuel Balbo
El 25 de noviembre de 2012, durante una picada de autos, Oscar “Sapito” Gómez embistió a dos adolescentes en barrio Ampliación Ferreyra y se fugó del lugar de los hechos, lo que provocó la muerte de los jóvenes y la posterior elevación de la causa a juicio como homicidio culposo. Emanuel Balbo, hermano de una de las víctimas (Agustín de tan solo 14 años), era hincha de Belgrano y asistió unos años después al clásico cordobés, donde se encontró al conductor del automóvil.
El 15 de abril de 2017, Belgrano y Talleres jugaban por el Campeonato de Primera División 2016-17. Era el primer clásico después del regreso de Talleres al torneo más importante del fútbol argentino. El partido se encontraba en entretiempo con el marcador 0-0, cuando en la grada "celeste", Emanuel Balbo se cruzó con “el Sapito” Gómez. Este último, en medio del tumulto, gritó que Balbo era un infiltrado en la tribuna del "Pirata", lo que provocó que durante 14 segundos, los hinchas comenzaran a golpearlo y posteriormente arrojarlo al vacío por una de las escalinatas del estadio. Emanuel cayó desde lo alto de la tribuna Norte del Estadio Mario Alberto Kempes, sufrió un edema cerebral y tuvo que ser hospitalizado. Balbo, de 22 años, falleció dos días después en el Hospital de Urgencias.

El Club Atlético Belgrano lamenta profundamente la muerte de Emanuel Balbo y, como institución organizadora del evento en el que se sucedieron los hechos, ratifica su predisposición con la causa en el ámbito correspondiente: la Justicia. (...) Aquí no se trata de dar discursos efectistas, sino de actuar a fondo en el ámbito correspondiente.
Club Atlético Belgrano

Finalmente el juicio por la muerte de Agustín Balbo tuvo lugar en junio de 2017, por el que Oscar Gómez y su compañero de carreras Javier Navarro recibieron condenas de cuatro años y diez meses de cárcel y una inhabilitación para conducir vehículos por diez años. Años más tarde, en marzo de 2019, Gómez fue penado nuevamente, esta vez con quince años de prisión, por el asesinato de Emanuel Balbo. Cuatro de los otros cinco acusados recibieron condenas de entre 2 y 11 años, mientras que el restante fue absuelto.

## Historial estadístico
Actualizado al último partido jugado el 30 de marzo de 2025.

### Historial resumido
| Motivo                                              | Encuentros disputados | Ganados por Talleres | Empatados | Ganados por Belgrano | Goles de Talleres | Goles de Belgrano | Partidos ganados |
| --------------------------------------------------- | --------------------- | -------------------- | --------- | -------------------- | ----------------- | ----------------- | ---------------- |
| Liga Cordobesa de Fútbol                            | 212                   | 85                   | 63        | 64                   | 390               | 344               | +21 (T)          |
| Unión Cordobesa                                     | 2                     | 0                    | 0         | 2                    | 4                 | 7                 | +2 (B)           |
| Total de Liga Cordobesa de Fútbol y Unión Cordobesa | 214                   | 85                   | 63        | 66                   | 394               | 351               | +19 (T)          |
| Primera División                                    | 25                    | 5                    | 15        | 5                    | 22                | 20                | 0                |
| Primera B Nacional                                  | 16                    | 5                    | 6         | 5                    | 16                | 14                | 0                |
| Copa Argentina                                      | 1                     | 1                    | 0         | 0                    | 1                 | 0                 | +1 (T)           |
| Copa de la Liga                                     | 2                     | 0                    | 2         | 0                    | 2                 | 2                 | 0                |
| Total de AFA                                        | 44                    | 11                   | 23        | 10                   | 41                | 36                | +1 (T)           |
| Subtotales oficiales                                | 258                   | 96                   | 86        | 76                   | 435               | 387               | +20 (T)          |
| Encuentros amistosos                                | 146                   | 37                   | 52        | 57                   | 226               | 258               | +20 (B)          |
| Sin resultado conocido                              | 1                     | 0                    | 0         | 0                    | 0                 | 0                 | 0                |
| Totales                                             | 405                   | 133                  | 138       | 133                  | 661               | 645               | 0                |

### Historial completo
| Belgrano | 1 - 0 | Primera División                | 17-05-1914 |
| Talleres | 3 - 0 | Copa Reina Victoria             | 01-11-1914 |
| Belgrano | 3 - 2 | Copa Reina Victoria             | 15-11-1914 |
| empate   | 3 - 3 | Copa Reina Victoria (final)     | 22-11-1914 |
| Belgrano | 8 - 1 | Copa Reina Victoria (final)     | 29-11-1914 |
| Talleres | 3 - 2 | Amistoso                        | 28-02-1915 |
| empate   | 2 - 2 | Primera División                | 27-06-1915 |
| Talleres | 3 - 1 | Primera División                | 25-07-1915 |
| Belgrano | 3 - 2 | Copa Reina Victoria             | 17-10-1915 |
| empate   | 2 - 2 | Copa Biblioteca Vélez Sarsfield | 19-12-1915 |
| Belgrano | 2 - 1 | Copa Biblioteca Vélez Sarsfield | 09-01-1916 |
| Belgrano | 3 - 1 | Amistoso                        | 30-01-1916 |
| Belgrano | 2 - 1 | Copa de la Bandera              | 11-06-1916 |
| Talleres | 3 - 2 | Primera División                | 18-06-1906 |
| Talleres | 4 - 1 | Primera División                | 20-08-1916 |
| Belgrano | 1 - 0 | Copa Reina Victoria             | 15-10-1916 |
| Talleres | 3 - 2 | Copa Reina Victoria             | 12-11-1916 |
| Belgrano | 3 - 1 | Amistoso                        | 10-12-1916 |
| empate   | 1 - 1 | Copa Campeonato                 | 13-05-1917 |
| Belgrano | 1 - 0 | Copa Antonio Pontiggia          | 25-05-1917 |
| empate   | 0 - 0 | Copa de la Bandera              | 14-10-1917 |
| Talleres | 2 - 1 | Copa de la Bandera (Final)      | 21-10-1917 |
| Belgrano | 1 - 0 | Copa Campeonato                 | 25-11-1917 |
| Belgrano | 2 - 1 | Copa Campeonato                 | 28-07-1918 |
| empate   | 3 - 3 | Amistoso                        | 24-11-1918 |
| Talleres | 2 - 1 | Copa Campeonato                 | 08-12-1918 |
| Talleres | 4 - 1 | Copa Campeonato                 | 13-04-1919 |
| Belgrano | 3 - 2 | Copa Centro Emp. de Comercio    | 20-04-1919 |
| Belgrano | 4 - 0 | Copa Campeonato                 | 27-07-1919 |

| empate   | 1 - 1 | Copa Estímulo         | 29-02-1920 |
| Belgrano | 4 - 0 | Amistoso              | 04-04-1920 |
| Belgrano | 3 - 2 | Copa Campeonato       | 13-06-1920 |
| Belgrano | 2 - 1 | Amistoso              | 17-04-1921 |
| Talleres | 2 - 1 | Copa Campeonato       | 15-05-1921 |
| empate   | 1 - 1 | Amistoso              | 30-08-1921 |
| Talleres | 2 - 1 | Copa Alem             | 18-09-1921 |
| Talleres | 1 - 0 | Copa Campeonato       | 09-10-1921 |
| empate   | 0 - 0 | Oficial               | 11-06-1922 |
| Belgrano | 1 - 0 | Copa Imprenta Pereyra | 03-09-1922 |
| empate   | 1 - 1 | Oficial               | 19-11-1922 |
| Talleres | 1 - 0 | Oficial               | 13-05-1923 |
| empate   | 0 - 0 | Oficial               | 02-09-1923 |
| empate   | 0 - 0 | Copa Carballo         | 09-09-1923 |
| Talleres | 1 - 0 | Oficial               | 06-07-1924 |
| empate   | 1 - 1 | Copa Carballo         | 30-09-1924 |
| empate   | 1 - 1 | Oficial               | 02-11-1924 |
| Talleres | 2 - 1 | Copa Imprenta Pereyra | 16-11-1924 |
| Talleres | 1 - 0 | Copa Gath & Chaves    | 05-04-1925 |
| Belgrano | 3 - 2 | Oficial               | 17-05-1925 |
| Belgrano | 1 - 0 | Copa Carballo         | 23-08-1925 |
| empate   | 1-1   | Copa Imprenta Pereyra | 22-11-1925 |
| Talleres | 2 - 1 | Oficial               | 29-11-1925 |
| Talleres | 5 - 1 | Copa Quilmes          | 11-04-1926 |
| Talleres | 2 - 1 | Oficial               | 13-06-1926 |
| Belgrano | 3 - 1 | Copa Quilmes          | 22-08-1926 |
| Belgrano | 3 - 1 | Oficial               | 07-11-1926 |
| Belgrano | 5 - 2 | Copa Carballo         | 05-12-1926 |
| Talleres | 3 - 2 | Oficial               | 15-05-1927 |
| Belgrano | 2 - 1 | Copa Quilmes          | 25-05-1927 |
| empate   | 0 - 0 | Amistoso              | 15-08-1927 |
| empate   | 1 - 1 | Oficial               | 18-09-1927 |
| Talleres | 3 - 2 | Copa Caja de Socorros | 06-04-1928 |
| empate   | 1 - 1 | Oficial               | 13-05-1928 |
| Talleres | 5 - 2 | Amistoso              | 08-07-1928 |
| Talleres | 4 - 1 | Oficial               | 02-09-1928 |
| Talleres | 2 - 1 | Oficial               | 19-05-1929 |
| Belgrano | 3 - 2 | Oficial               | 08-09-1929 |

| empate   | 2 - 2 | Copa Quilmes                   | 19-03-1930 |
| Belgrano | 2 - 1 | Oficial                        | 08-06-1930 |
| Talleres | 2 - 1 | Copa Quilmes                   | 30-09-1930 |
| Belgrano | 4 - 2 | Oficial                        | 23-11-1930 |
| empate   | 0 - 0 | Amistoso                       | 08-03-1921 |
| Belgrano | 3 - 0 | Oficial                        | 03-05-1931 |
| Talleres | 2 - 1 | Oficial                        | 06-09-1931 |
| Belgrano | 1 - 0 | Sidral                         | 27-09-1931 |
| Belgrano | 4 - 1 | Copa Néctar                    | 06-03-1932 |
| Belgrano | 3 - 2 | Oficial                        | 10-04-1932 |
| Talleres | 2 - 1 | Copa Néctar                    | 05-05-1932 |
| Talleres | 2 - 1 | Oficial                        | 26-06-1932 |
| empate   | 2 - 2 | Amistoso                       | 18-12-1932 |
| Talleres | 4 - 2 | Amistoso                       | 12-03-1933 |
| empate   | 1 - 1 | Amistoso                       | 02-04-1933 |
| Talleres | 1 - 1 | Sidral                         | 07-05-1933 |
| Belgrano | 2 - 1 | Copa Néctar                    | 15-06-1933 |
| empate   | 0 - 0 | Copa Néctar                    | 09-07-1933 |
| Belgrano | 2 - 1 | Oficial                        | 30-07-1933 |
| Belgrano | 3 - 2 | Oficial                        | 21-10-1933 |
| Talleres | 7 - 3 | Copa de Honor                  | 03-12-1933 |
| empate   | 2 - 2 | Preparación                    | 06-05-1934 |
| empate   | 2 - 2 | Oficial                        | 10-06-1934 |
| empate   | 2 - 2 | Oficial                        | 15-07-1934 |
| Belgrano | 2 - 0 | Oficial                        | 02-09-1934 |
| Belgrano | 3 - 2 | Copa Beccar Varela             | 28-10-1934 |
| empate   | 3 - 3 | Copa Beccar Varela             | 18-11-1934 |
| Belgrano | 4 - 2 | Copa Ministerio Obras Públicas | 19-04-1935 |
| Belgrano | 2 - 1 | Preparacio´n                   | 09-06-1935 |
| Talleres | 2 - 1 | Oficial                        | 30-06-1935 |
| Belgrano | 3 - 2 | Oficial                        | 08-09-1935 |
| Belgrano | 3 - 2 | Oficial (Final)                | 24-11-1935 |
| Talleres | 3 - 1 | Amistoso                       | 29-03-1936 |
| Belgrano | 1 - 0 | Preparación                    | 12-04-1936 |
| Talleres | 4 - 3 | Oficial                        | 21-06-1936 |
| Belgrano | 2 - 1 | Oficial                        | 23-08-1936 |
| empate   | 1 - 1 | Copa de Honor                  | 11-10-1936 |
| Belgrano | 1 - 0 | Copa Ministerio Obras Públicas | 15-11-1936 |
| Belgrano | 4 - 2 | Copa Caro                      | 04-04-1937 |
| Talleres | 2 - 1 | Preparación                    | 06-06-1937 |
| Belgrano | 2 - 0 | Oficial                        | 25-07-1937 |
| Belgrano | 6 - 1 | Oficial                        | 03-10-1937 |
| empate   | 1 - 1 | Amistoso                       | 20-03-1938 |
| empate   | 4 - 4 | Preparación                    | 29-05-1938 |
| Belgrano | 2 - 0 | Oficial                        | 31-07-1938 |
| Talleres | 4 - 3 | Oficial                        | 16-10-1938 |
| Belgrano | 6 - 3 | Amistoso                       | 18-03-1939 |
| Talleres | 3 - 0 | Preparación                    | 18-06-1939 |
| empate   | 1 - 1 | Oficial                        | 30-07-1939 |
| Belgrano | 2 - 1 | Amistoso                       | 12-10-1939 |
| Taleres  | 2 - 0 | Oficial                        | 12-11-1939 |

| Belgrano | 4 - 1 | Amistoso              | 19-03-1940 |
| Talleres | 1 - 0 | Preparación           | 28-04-1940 |
| Belgrano | 4 - 2 | Oficial               | 28-07-1940 |
| Belgrano | 2 - 1 | Oficial               | 20-10-1940 |
| empate   | 3 - 3 | Copa Municipalidad    | 30-03-1941 |
| empate   | 2 - 2 | Preparación           | 20-04-1941 |
| Belgrano | 3 - 1 | Oficial               | 10-08-1941 |
| Talleres | 2 - 1 | Copa Municipalidad    | 07-09-1941 |
| Talleres | 4 - 3 | Oficial               | 19-10-1941 |
| empate   | 2 - 2 | Amistoso              | 30-11-1941 |
| empate   | 3 - 3 | Preparación           | 10-05-1942 |
| empate   | 0 - 0 | Oficial               | 20-09-1942 |
| Talleres | 5 - 0 | Oficial               | 20-12-1942 |
| empate   | 2 - 2 | Amistoso              | 10-03-1943 |
| Talleres | 5 - 2 | Preparación           | 18-04-1943 |
| empate   | 2 - 2 | Oficial               | 08-08-1943 |
| Talleres | 2 - 1 | Amistoso              | 12-10-1943 |
| Talleres | 4 - 3 | Oficial               | 31-10-1943 |
| Belgrano | 1 - 0 | Torneo Relámpago      | 06-02-1944 |
| Talleres | 2 - 1 | Amistoso              | 12-03-1944 |
| Talleres | 3 - 2 | Preparación           | 14-05-1944 |
| empate   | 4 - 4 | Oficial               | 02-07-1944 |
| Talleres | 2 - 0 | Oficial               | 03-09-1944 |
| Talleres | 2 - 0 | Preparación           | 08-04-1945 |
| Belgrano | 3 - 2 | Oficial               | 01-07-1945 |
| Talleres | 1 - 0 | Oficial               | 09-09-1945 |
| Belgrano | 4 - 2 | Amistoso              | 10-03-1946 |
| Talleres | 5 - 3 | Preparación           | 02-06-1946 |
| Belgrano | 2 - 0 | Oficial               | 30-06-1946 |
| Belgrano | 2 - 1 | Oficial               | 29-09-1946 |
| Belgrano | 9 - 4 | Preparación           | 13-04-1947 |
| Talleres | 3 - 2 | Oficial               | 20-07-1947 |
| empate   | 2 - 2 | Oficial               | 28-09-1497 |
| Belgrano | 4 - 1 | Amistoso              | 12-10-1947 |
| empate   | 0 - 0 | Amistoso              | 02-12-1947 |
| Talleres | 6 - 2 | Cuadrangular          | 23-12-1947 |
| Belgrano | 3 - 2 | Preparación           | 13-06-1948 |
| empate   | 2 - 2 | Oficial               | 22-08-1948 |
| Belgrano | 4 - 3 | Oficial               | 07-11-1948 |
| Talleres | 3 - 1 | Cuadrangular nocturno | 17-12-1948 |
| empate   | 2 - 2 | Amistoso              | 20-03-1949 |
| empate   | 3 - 3 | Preparación           | 15-05-1949 |
| Belgrano | 3 - 1 | Oficial               | 17-07-1949 |
| Talleres | 3 - 1 | Oficial               | 18-09-1949 |

| Belgrano | 4 - 2 | Amistoso                        | 12-03-1950 |
| Talleres | 7 - 0 | Preparación                     | 21-05-1950 |
| Belgrano | 3 - 2 | Oficial                         | 20-08-1950 |
| Talleres | 4 - 3 | Oficial                         | 22-10-1950 |
| Talleres | 6 - 1 | Cuadrangular nocturno           | 29-12-1950 |
| Belgrano | 1 - 0 | Amistoso                        | 18-03-1951 |
| empate   | 1 - 1 | Preparación                     | 08-04-1951 |
| Talleres | 5 - 4 | Preparación (Final)             | 24-06-1951 |
| Talleres | 4 - 0 | Oficial                         | 05-08-1951 |
| empate   | 1 - 1 | Oficial                         | 14-10-1951 |
| Talleres | 4 - 3 | Cuadrangular nocturno           | 07-12-1951 |
| Talleres | 2 - 1 | Amistoso                        | 20-03-1952 |
| Talleres | 6 - 2 | Preparación                     | 04-05-1952 |
| Belgrano | 6 - 2 | Oficial                         | 17-08-1952 |
| Belgrano | 5 - 3 | Oficial                         | 19-10-1952 |
| Belgrano | 4 - 1 | Cuadrangular nocturno           | 23-12-1952 |
| Belgrano | 3 - 1 | Preparación                     | 12-04-1953 |
| Belgrano | 3 - 1 | Oicial                          | 05-07-1953 |
| Talleres | 2 - 1 | Oficial                         | 20-09-1953 |
| empate   | 2 - 2 | Preparación                     | 02-05-1954 |
| Belgrano | 5 - 2 | Oficial                         | 08-08-1954 |
| Talleres | 2 - 1 | Oficial                         | 24-10-1954 |
| Belgrano | 3 - 2 | Amistoso                        | 28-01-1955 |
| Talleres | 4 - 2 | Copa Beccar Varela              | 10-04-1955 |
| Talleres | 2 - 0 | Preparación                     | 08-05-1955 |
| empate   | 2 - 2 | Oficial                         | 28-08-1955 |
| empate   | 0 - 0 | Aniversario de Talleres         | 12-10-1955 |
| Belgrano | 3 - 2 | Oficial                         | 06-11-1955 |
| Belgrano | 3 - 1 | Copa Arturo Orgaz               | 16-12-1955 |
| Talleres | 3 - 2 | Copa Arturo Orgaz               | 12-01-1956 |
| Talleres | 1 - 0 | Cuadrangular                    | 04-03-1956 |
| Belgrano | 1 - 0 | Interprovincial                 | 07-03-1956 |
| empate   | 1 - 1 | Preparación                     | 06-05-1956 |
| Belgrano | 3 - 1 | Copa Amistad                    | 15-07-1956 |
| Belgrano | 3 - 2 | Unión Cordobesa                 | 30-11-1956 |
| Belgrano | 4 - 2 | Unión Cordobesa (Final)         | 19-12-1956 |
| empate   | 1 - 1 | Campeonato Aniversario          | 24-03-1957 |
| Belgrano | 3 - 2 | Bodas de Oro Universitario      | 07-04-1957 |
| Talleres | 3 - 1 | Preparación                     | 21-04-1957 |
| empate   | 2 - 2 | Oficial                         | 25-08-1957 |
| Belgrano | 2 - 0 | Oficial                         | 03-11-1957 |
| Talleres | 2 - 1 | Cuadrangular nocturno           | 27-12-1957 |
| Belgrano | 5 - 2 | 51.er Aniversario Universitario | 06-04-1958 |
| Talleres | 1 - 0 | Preparación                     | 18-05-1958 |
| Talleres | 3 - 2 | Oficial                         | 14-09-1958 |
| empate   | 0 - 0 | Oficial                         | 23-11-1958 |
| Belgrano | 3 - 2 | Cuadrangular                    | 30-12-1958 |
| empate   | 2 - 2 | Preparación                     | 19-04-1959 |
| Talleres | 3 - 0 | Oficial                         | 12-07-1959 |
| Talleres | 2 -1  | Oficial                         | 20-09-1959 |
| Talleres | 5 - 2 | Cuadrangular nocturno           | 29-12-1959 |

| Talleres | 3 - 2 | Iniciación              | 29-05-1960 |
| Talleres | 2 - 1 | Competencia             | 21-08-1960 |
| Talleres | 2 - 1 | Clausura                | 23-10-1960 |
| Talleres | 4 - 1 | Cuadrangular            | 08-02-1961 |
| empate   | 3 - 3 | Amistoso                | 19-03-1961 |
| empate   | 2 - 2 | Iniciación              | 20-06-1961 |
| Talleres | 5 - 1 | Competencia             | 06-08-1961 |
| empate   | 2 - 2 | Clausura                | 15-10-1961 |
| Belgrano | 4 - 3 | Cuadrangular Especial   | 10-03-1962 |
| Talleres | 1 - 0 | Cuadrangular            | 15-04-1962 |
| Belgrano | 2 - 0 | Iniciación              | 27-05-1962 |
| Belgrano | 2 - 1 | Competencia             | 01-07-1962 |
| Talleres | 4 - 1 | Clausura                | 16-09-1962 |
| empate   | 3 - 3 | Amistoso                | 17-03-1963 |
| empate   | 2 - 2 | Iniciación              | 28-04-1963 |
| Belgrano | 5 - 0 | Cuadrangular            | 06-07-1963 |
| Talleres | 7 - 1 | Competencia             | 04-08-1963 |
| empate   | 2 - 2 | Clausura                | 06-10-1963 |
| Talleres | 2 - 1 | Amistoso                | 08-12-1963 |
| empate   | 1 - 1 | Amistoso                | 22-03-1964 |
| Talleres | 2 - 1 | Amistoso                | 22-04-1964 |
| Belgrano | 4 - 2 | Iniciación              | 31-05-1964 |
| Talleres | 4 - 1 | Competencia             | 06-09-1964 |
| empate   | 2 - 2 | Clausura                | 18-10-1964 |
| Talleres | 3 - 2 | Iniciación              | 18-04-1965 |
| Talleres | 1 - 0 | Competencia             | 04-07-1965 |
| Belgrano | 2 - 1 | Clausura                | 26-10-1965 |
| empate   | 3 - 3 | Pentagonal              | 03-12-1965 |
| empate   | 3 - 3 | Amistoso                | 20-03-1966 |
| empate   | 2 - 2 | Iniciación              | 05-06-1966 |
| Belgrano | 2 - 0 | Competencia             | 21-08-1966 |
| Talleres | 3 - 2 | Competencia (Final)     | 11-09-1966 |
| Belgrano | 4 - 1 | Clausura                | 20-11-1966 |
| empate   | 3 - 3 | Amistoso                | 19-03-1967 |
| Talleres | 1 - 0 | Clasificación           | 07-05-1967 |
| Talleres | 2 - 0 | Clasificación           | 09-07-1967 |
| empate   | 2 - 2 | Provincial de Campeones | 08-12-1967 |
| Belgrano | 2 - 1 | Neder-Nicola            | 16-03-1968 |
| empate   | 1 - 1 | Clasificación           | 28-04-1968 |
| empate   | 0 - 0 | Clasificación           | 23-06-1968 |
| Talleres | 3 -1  | Amistoso                | 07-03-1969 |
| empate   | 1 - 1 | Clasificación           | 13-04-1969 |
| empate   | 0 - 0 | Clasificación           | 20-06-1969 |

| empate   | 0 - 0 | Amistoso             | 07-03-1970 |
| Talleres | 2 - 1 | Neder-Nicola         | 16-03-1970 |
| empate   | 2 - 2 | Clasificación        | 25-05-1970 |
| Belgrano | 1 - 0 | Clasificación        | 26-07-1970 |
| Talleres | 2 - 0 | Final por Nacional   | 02-08-1970 |
| Talleres | 1 - 0 | Final por Nacional   | 09-08-1970 |
| empate   | 0 - 0 | Torneo Amistad Imbo  | 09-02-1971 |
| Belgrano | 3 - 2 | Torneo Amistad Imbo  | 20-02-1971 |
| Belgrano | 2 - 1 | Amistoso             | 07-03-1971 |
| empate   | 1 - 1 | Neder-Nicola         | 14-03-1971 |
| Talleres | 1 - 0 | Clasificación        | 23-05-1971 |
| Belgrano | 3 - 0 | Clasificación        | 18-07-1971 |
| empate   | 2 - 2 | Zonal                | 08-08-1971 |
| empate   | 1 - 1 | Zonal                | 12-09-1971 |
| Belgrano | 3 - 1 | Copa Juan Stabio     | 12-03-1971 |
| Belgrano | 2 - 0 | Copa Juan Stabio     | 17-03-1972 |
| Belgrano | 2 - 1 | Zonal                | 09-04-1972 |
| Belgrano | 2 - 0 | Zonal                | 14-05-1972 |
| empate   | 0 - 0 | Clasificación        | 13-08-1972 |
| Belgrano | 1 - 0 | Clasificación        | 12-10-1972 |
| Talleres | 3 - 1 | Torneo Amistad Imbo  | 09-02-1973 |
| Belgrano | 2 - 1 | Selección (Final)    | 13-03-1973 |
| empate   | 1 - 1 | Zonal                | 21-03-1973 |
| Belgrano | 4 - 2 | Zonal                | 09-05-1973 |
| Talleres | 2 - 0 | Zonal (Semifinal)    | 17-06-1973 |
| Talleres | 1 - 0 | Clasificación        | 05-08-1973 |
| empate   | 0 - 0 | Clasificación        | 16-09-1973 |
| Belgrano | 3 - 1 | Amistoso             | 03-03-1974 |
| empate   | 0 - 0 | Clasificación        | 14-04-1974 |
| Belgrano | 2 - 1 | Clasificación        | 09-06-1974 |
| empate   | 0 - 0 | Zonal                | 23-06-1974 |
| Talleres | 1 - 0 | Zonal                | 17-07-1974 |
| empate   | 0 - 0 | Zonal (Semifinal)    | 31-07-1974 |
| empate   | 1 - 1 | Nacional 1974        | 04-08-1974 |
| empate   | 1 - 1 | Oficial (Final)      | 14-08-1974 |
| Talleres | 2 - 0 | Oficial (Final)      | 21-08-1974 |
| empate   | 0 - 0 | Nacional 1974        | 06-10-1974 |
| Talleres | 2 - 1 | Apertura             | 13-04-1975 |
| Talleres | 3 - 0 | Clausura             | 08-06-1975 |
| empate   | 1 - 1 | Clausura             | 24-08-1975 |
| Talleres | 2 - 1 | Nacional 1975        | 21-09-1975 |
| empate   | 2 - 2 | Nacional 1975        | 26-10-1975 |
| empate   | 1 - 1 | Amistoso             | 10-03-1976 |
| Talleres | 4 - 0 | Apertura             | 09-05-1976 |
| Talleres | 4 - 0 | Clausura             | 25-05-1976 |
| empate   | 0 - 0 | Clausura             | 06-08-1976 |
| empate   | 2 - 2 | Apertura             | 15-05-1977 |
| Talleres | 3 - 1 | Apertura (Final)     | 22-05-1977 |
| Talleres | 2 - 1 | Clausura             | 05-06-1977 |
| Talleres | 1 - 0 | Clausura             | 14-09-1977 |
| Belgrao  | 3 - 2 | Amistoso             | 10-11-1977 |
| Belgrano | 3 - 1 | Amistoso             | 12-03-1978 |
| Talleres | 2 - 1 | Apertura             | 23-04-1978 |
| Belgrano | 1 - 0 | Apertura (Semifinal) | 21-05-1978 |
| empate   | 2 - 2 | Clausura             | 17-08-1978 |
| Talleres | 2 - 0 | Clausura             | 10-10-1978 |
| Talleres | 3 - 1 | Clausura (Semifinal) | 19-10-1978 |
| empate   | 2 - 2 | Clausura (Semifinal) | 22-10-1978 |
| Talleres | 3 - 0 | Oficial '78 (Final)  | 20-02-1979 |
| Talleres | 3 - 1 | Oficial '78 (Final)  | 23-02-1979 |
| Talleres | 1 - 0 | Apertura             | 15-04-1979 |
| empate   | 1 - 1 | Clausura             | 23-06-1979 |
| empate   | 0 - 0 | Clausura             | 12-08-1979 |
| empate   | 1 - 1 | Amistoso             | 28-11-1979 |

| Belgrano | 2 - 1 | Copa Córdoba 80'        | 05-02-1980 |
| empate   | 0 - 0 | Copa Córdoba 81'        | 03-02-1981 |
| Belgrano | 3 - 1 | Amistoso                | 25-02-1981 |
| Talleres | 1 - 0 | Amistoso                | 27-05-1981 |
| Talleres | 1 - 0 | Amistoso                | 04-07-1982 |
| Belgrano | 1 - 0 | Neder-Nicola            | 09-03-1983 |
| empate   | 0 - 0 | Copa Ciudad de Córdoba  | 24-10-1984 |
| Belgrano | 2 - 0 | Amistoso                | 16-10-1985 |
| Belgrano | 3 - 0 | Copa Amistad            | 15-01-1986 |
| empate   | 2 - 2 | Torneo de los Grandes   | 27-03-1986 |
| empate   | 1 - 1 | Aniv. Ciudad de Córdoba | 02-07-1986 |
| empate   | 1 - 1 | Neder-Nicola            | 25-08-1987 |
| Belgrano | 2 - 0 | Neder-Nicola            | 07-09-1988 |
| empate   | 1 - 1 | Copa de Oro             | 20-01-1989 |
| Belgrano | 3 - 2 | Neder-Nicola            | 30-07-1989 |

| empate   | 2 - 2 | Copa de Oro              | 14-01-1990 |
| empate   | 0 - 0 | Amistoso                 | 11-08-1990 |
| empate   | 1 - 1 | Neder-Nicola             | 05-09-1990 |
| empate   | 1 - 1 | Copa Ciudad de Córdoba   | 15-01-1991 |
| empate   | 1 - 1 | Amistoso                 | 06-09-1991 |
| Belgrano | 3 - 0 | Primera División 1991-92 | 27-10-1991 |
| Belgrano | 2 - 1 | Primera División 1991-92 | 19-04-1992 |
| empate   | 0 - 0 | Primera División 1992-93 | 01-11-1992 |
| empate   | 0 - 0 | Copa Desafío             | 16-02-1993 |
| empate   | 0 - 0 | Primera División 1992-93 | 25-04-1993 |
| Belgrano | 4 - 2 | Copa La Voz del Interior | 08-02-1994 |
| Belgrano | 3 - 1 | Copa La Voz del Interior | 15-02-1994 |
| Belgrano | 1 - 0 | Primera División 1994-95 | 03-12-1994 |
| empate   | 1 - 1 | Primera División 1994-95 | 04-06-1995 |
| Belgrano | 2 - 0 | Amistoso                 | 27-02-1996 |
| Belgrano | 2 - 0 | B Nacional 1996-97       | 29-09-1996 |
| Talleres | 5 - 0 | B Nacional 1996-97       | 16-11-1996 |
| Talleres | 1 - 0 | B Nacional 1996-97       | 15-12-1996 |
| Talleres | 1 - 0 | B Nacional 1996-97       | 05-04-1997 |
| empate   | 2 - 2 | B Nacional 1997-98       | 15-11-1997 |
| empate   | 2 - 2 | B Nacional 1997-98       | 14-03-1998 |
| Talleres | 1 - 0 | B Nacional 1997-98       | 01-07-1998 |
| Belgrano | 2 - 1 | B Nacional 1997-98       | 05-07-1998 |
| Talleres | 1 - 0 | Primera División 1998-99 | 05-12-1998 |
| empate   | 2 - 2 | Copa de Verano           | 07-02-1999 |
| empate   | 0 - 0 | Primera División 1998-99 | 13-06-1999 |
| Talleres | 4 - 1 | Neder-Nicola             | 25-07-1999 |
| Talleres | 3 - 1 | Primera División 1999-00 | 03-10-1999 |

| Talleres | 2 - 1 | Copa Ciudad de Córdoba    | 12-01-2000 |
| Talleres | 6 - 0 | Copa Revancha             | 22-01-2000 |
| empate   | 0 - 0 | Primera División 1999-00  | 12-04-2000 |
| empate   | 1 - 1 | Primera División 2000-01  | 05-08-2000 |
| empate   | 0 - 0 | Copa Ciudad de Córdoba    | 23-01-2001 |
| Belgrano | 2 - 0 | Copa Revancha             | 02-02-2001 |
| Belgrano | 1 - 0 | Primera División 2000-01  | 14-02-2001 |
| Belgrano | 1 - 0 | Primera División 2001-02  | 24-11-2001 |
| Belgrano | 1 - 0 | Copa Ciudad de Córdoba    | 27-01-2002 |
| Talleres | 3 - 1 | Primera División 2001-02  | 21-04-2002 |
| empate   | 0 - 0 | Copa 89.º Aniversario ACF | 21-07-2002 |
| empate   | 1 - 1 | Copa Corazón de mi país   | 25-04-2003 |
| empate   | 1 - 1 | Copa Revancha             | 20-09-2003 |
| Belgrano | 1 - 0 | B Nacional 2004-05        | 23-10-2004 |
| empate   | 0 - 0 | B Nacional 2004-05        | 16-04-2005 |
| Belgrano | 2 - 0 | B Nacional 2005-06        | 12-11-2005 |
| Belgrano | 2 - 1 | B Nacional 2005-06        | 15-04-2006 |
| Talleres | 1 - 0 | B Nacional 2007-08        | 03-11-2007 |
| empate   | 0 - 0 | B Nacional 2007-08        | 03-05-2008 |
| empate   | 1 - 1 | B Nacional 2008-09        | 18-10-2008 |
| empate   | 0 - 0 | B Nacional 2008-09        | 28-04-2009 |

| Belgrano | 1 - 0 | Copa de la Amistad             | 29-07-2012 |
| Belgrano | 1 - 0 | Copa Ciudad de Córdoba         | 21-01-2013 |
| Talleres | 1 - 0 | Copa Argentina 2012-13         | 13-03-2013 |
| Talleres | 1 - 0 | Copa Centenario Liga Cordobesa | 21-07-2013 |
| Belgrano | 3 - 1 | Copa de la Amistad             | 20-07-2014 |
| empate   | 1 - 1 | Copa BBVA Francés              | 23-07-2016 |
| empate   | 1 - 1 | Primera División 2016-17       | 15-04-2017 |
| empate   | 1 - 1 | Primera División 2016-17       | 13-05-2017 |
| empate   | 0 - 0 | Primera División 2017-18       | 15-10-2017 |
| empate   | 1 - 1 | Torneo de Verano               | 15-01-2018 |
| Belgrano | 2 - 1 | Copa Córdoba Entre Todos       | 22-07-2018 |
| Talleres | 3 - 0 | Primera División 2018-19       | 07-10-2018 |
| Talleres | 2 - 0 | Amistoso                       | 21-01-2019 |

| 2020     | 2020      | 2020                             | 2020       |
|          | Resultado | Motivo                           | Fecha      |
| -------- | --------- | -------------------------------- | ---------- |
| empate   | 1 - 1     | Copa Córdoba                     | 07-02-2022 |
| Talleres | 3 - 0     | Copa Clásicos de Córdoba         | 21-01-2023 |
| empate   | 1 - 1     | Primera División 2023            | 21-05-2023 |
| empate   | 0 - 0     | Copa de la Liga Profesional 2023 | 01-10-2023 |
| empate   | 2 - 2     | Copa de la Liga Profesional 2024 | 24-02-2024 |
| empate   | 0 - 0     | Primera División 2024            | 06-10-2024 |
| empate   | 1 - 1     | Primera División 2025            | 30-03-2025 |

### Clásicos definidos por penales
| Talleres | 1 - 1 (3 - 2) | Neder-Nicola | 14-03-1971 |

| Belgrano | 2 - 2 (4 - 3) | Torneo de los Grandes | 27-03-1986 |
| Belgrano | 1 - 1 (5 - 3) | Neder-Nicola          | 25-08-1987 |
| Belgrano | 1 - 1 (8 - 7) | Copa de Oro           | 20-01-1989 |

| Belgrano | 2 - 2 (4 - 3) | Copa de Oro            | 14-01-1990 |
| Belgrano | 1 - 1 (5 - 4) | Neder-Nicola           | 05-09-1990 |
| Belgrano | 1 - 1 (5 - 4) | Copa Ciudad de Córdoba | 15-01-1991 |
| Talleres | 2 - 1 (4 - 3) | B Nacional 1997-98     | 05-07-1998 |

| Talleres | 0 - 0 (6 - 5) | Copa Ciudad de Córdoba    | 23-01-2001 |
| Belgrano | 0 - 0 (4 - 3) | Copa 89.º Aniversario ACF | 21-07-2002 |
| Belgrano | 1 - 1 (4 - 2) | Copa Corazón de mi país   | 25-04-2003 |
| Talleres | 1 - 1 (2 - 1) | Copa Revancha             | 20-09-2003 |

| Belgrano | 1 - 1 (4 - 1) | Copa BBVA Francés | 23-07-2016 |

| Talleres | 1 - 1 (4 - 3) | Copa Córdoba | 07-02-2022 |

### Finales disputadas
| Final de la Clasificación al Nacional 1970; 2 de agosto de 1970 | Talleres          | 2:0     | Belgrano | Juan Domingo Perón, Córdoba |  |
|                                                                 | Taborda · Cornejo | Reporte |          |                             |  |

| Final de la Clasificación al Nacional 1970; 9 de agosto de 1970 | Belgrano | 0:1     | Talleres           | Gigante de Alberdi, Córdoba  |                              |
| |          | Reporte | Del Río 86' (pen.) | Árbitro(s): Delio Blas Leyró | Árbitro(s): Delio Blas Leyró |
| Fue suspendido por incidentes en la tribuna de Belgrano a los 73 minutos con el partido 1-0. Se reanudó cinco días después en el estadio Carlos "Lalo" Lacasia. Talleres clasificó al Campeonato Nacional tras ganar con un resultado global de 3-0. |          |         |                    |                              |                              |

| Final del Torneo Anual de LCF 1974; 14 de agosto de 1974 | Talleres | 1:1     | Belgrano | Juan Domingo Perón, Córdoba |  |
|                                                          |          | Reporte |          |                             |  |

| Final del Torneo Anual de LCF 1974; 21 de agosto de 1974 | Belgrano | 0:2     | Talleres                      | Gigante de Alberdi, Córdoba                               |                                                           |
|                                                          |          | Reporte | Willington 72' · Fachetti 88' | Asistencia: 25 000 espectadores Árbitro(s): Hugo Bergonzi | Asistencia: 25 000 espectadores Árbitro(s): Hugo Bergonzi |

| Final del Torneo Anual de LCF 1978; 20 de febrero de 1979 | Talleres            | 3:0     | Belgrano | Estadio Olímpico de Córdoba, Córdoba |  |
|                                                           | Reinaldi · Alderete | Reporte |          |                                      |  |

| Final del Torneo Anual de LCF 1978; 23 de febrero de 1979 | Belgrano | 1:3     | Talleres          | Estadio Olímpico de Córdoba, Córdoba |  |
|                                                           | Roma     | Reporte | Oviedo · Alderete |                                      |  |

| Final del Campeonato de Primera B Nacional 1997-98; 1 de julio de 1998 | Talleres   | 1:0 (0:0) | Belgrano | Estadio Olímpico de Córdoba, Córdoba                       |                                                            |
|                                                                        | Zelaya 84' |           |          | Asistencia: 35 000 espectadores Árbitro(s): Daniel Giménez | Asistencia: 35 000 espectadores Árbitro(s): Daniel Giménez |

| Final del Campeonato de Primera B Nacional 1997-98; 5 de julio de 1998                                                  | Belgrano                                               | 2:1 (2:1, 0:0) (t. s.)(3:4 p.) | Talleres                                                | Estadio Olímpico de Córdoba, Córdoba                         |                                                              |
| | Carnero 79' · Sosa 90'                                 |                                | Albornós 54'                                            | Asistencia: 35 000 espectadores Árbitro(s): Horacio Elizondo | Asistencia: 35 000 espectadores Árbitro(s): Horacio Elizondo |
| |                                                        | Tiros desde el punto penal     |                                                         |                                                              |                                                              |
| | Carnero · Sosa · Alarcón · Manrique · Artime · Binetti |                                | Lillo · Clementz · Astudillo · Díaz · Villarreal · Oste |                                                              |                                                              |
| Talleres fue campeón y ascendió a Primera División. Belgrano disputó el Torneo reducido y consiguió el segundo ascenso. |                                                        |                                |                                                         |                                                              |                                                              |

### Últimos partidos totales
| Primera División 2023; 21 de mayo de 2023, 15:30 | Belgrano      | 1:1 (1:0) | Talleres   | Estadio Gigante de Alberdi, Córdoba                            |                                                                |
|                                                  | Vegetti 45+2' | Reporte   | Bustos 54' | Asistencia: 35 000 espectadores Árbitro(s): Fernando Rapallini | Asistencia: 35 000 espectadores Árbitro(s): Fernando Rapallini |

| Copa de la Liga 2023; 1 de octubre de 2023, 18:45 | Talleres | 0:0 (0:0) | Belgrano | Estadio Mario Alberto Kempes, Córdoba                     |                                                           |
|                                                   |          | Reporte   |          | Asistencia: 55 000 espectadores Árbitro(s): Darío Herrera | Asistencia: 55 000 espectadores Árbitro(s): Darío Herrera |

| Copa de la Liga 2024; 24 de febrero de 2024, 19:30 | Belgrano               | 2:2 (2:1) | Talleres                | Estadio Gigante de Alberdi, Córdoba                            |                                                                |
|                                                    | Reyna 1' · Meriano 36' | Reporte   | Sosa 31' · Martínez 49' | Asistencia: 38 000 espectadores Árbitro(s): Fernando Rapallini | Asistencia: 38 000 espectadores Árbitro(s): Fernando Rapallini |

| Primera División 2024; 6 de octubre de 2024, 16:30 | Talleres | 0:0 (1:0) | Belgrano | Estadio Mario Alberto Kempes, Córdoba                       |                                                             |
|                                                    |          | Reporte   |          | Asistencia: 60 000 espectadores Árbitro(s): Nicolás Ramírez | Asistencia: 60 000 espectadores Árbitro(s): Nicolás Ramírez |

| Primera División 2025; 30 de marzo de 2025, 15:00 | Belgrano | 1:1 (0:1) | Talleres | Estadio Gigante de Alberdi, Córdoba                          |                                                              |
|                                                   | Jara 66' | Reporte   | Rick 19' | Asistencia: 38 000 espectadores Árbitro(s): Sebastián Zunino | Asistencia: 38 000 espectadores Árbitro(s): Sebastián Zunino |

### Últimos partidos oficiales
| Primera División 2023; 21 de mayo de 2023, 15:30 | Belgrano      | 1:1 (1:0) | Talleres   | Estadio Gigante de Alberdi, Córdoba                            |                                                                |
|                                                  | Vegetti 45+2' | Reporte   | Bustos 54' | Asistencia: 35 000 espectadores Árbitro(s): Fernando Rapallini | Asistencia: 35 000 espectadores Árbitro(s): Fernando Rapallini |

| Copa de la Liga 2023; 1 de octubre de 2023, 18:45 | Talleres | 0:0 (0:0) | Belgrano | Estadio Mario Alberto Kempes, Córdoba                     |                                                           |
|                                                   |          | Reporte   |          | Asistencia: 55 000 espectadores Árbitro(s): Darío Herrera | Asistencia: 55 000 espectadores Árbitro(s): Darío Herrera |

| Copa de la Liga 2024; 24 de febrero de 2024, 19:30 | Belgrano               | 2:2 (2:1) | Talleres                | Estadio Gigante de Alberdi, Córdoba                            |                                                                |
|                                                    | Reyna 1' · Meriano 36' | Reporte   | Sosa 31' · Martínez 49' | Asistencia: 38 000 espectadores Árbitro(s): Fernando Rapallini | Asistencia: 38 000 espectadores Árbitro(s): Fernando Rapallini |

| Primera División 2024; 6 de octubre de 2024, 16:30 | Talleres | 0:0 (1:0) | Belgrano | Estadio Mario Alberto Kempes, Córdoba                       |                                                             |
|                                                    |          | Reporte   |          | Asistencia: 60 000 espectadores Árbitro(s): Nicolás Ramírez | Asistencia: 60 000 espectadores Árbitro(s): Nicolás Ramírez |

| Primera División 2025; 30 de marzo de 2025, 15:00 | Belgrano | 1:1 (0:1) | Talleres | Estadio Gigante de Alberdi, Córdoba                          |                                                              |
|                                                   | Jara 66' | Reporte   | Rick 19' | Asistencia: 38 000 espectadores Árbitro(s): Sebastián Zunino | Asistencia: 38 000 espectadores Árbitro(s): Sebastián Zunino |

## Datos

### Récords
- Resultado más abultado: Belgrano 9-4 Talleres, 13 de abril de 1947 por la Liga Cordobesa de Fútbol.
- Resultado más abultado en AFA: Talleres 5-0 Belgrano, 16 de noviembre de 1996 por la Primera B Nacional.
- Mayores goleadas:

Belgrano 8-1 Talleres, 29 de noviembre de 1914 por la Liga Cordobesa de Fútbol.
Talleres 7-0 Belgrano, 21 de mayo de 1950 por la Liga Cordobesa de Fútbol.
- Mayores goleadas en AFA:

Talleres 5-0 Belgrano, 16 de noviembre de 1996 por la Primera B Nacional.
Belgrano 3-0 Talleres, 27 de octubre de 1991 por el Torneo Apertura.
- Más partidos invicto en AFA: Talleres, 13 partidos entre 2007 y la actualidad.
- Primer clásico disputado: Belgrano 1-0 Talleres, 17 de mayo de 1914.
- Más partidos invicto: Belgrano, 26 partidos entre 1982 y 1996.[36]
- Más tiempo invicto en AFA: Talleres, 17 años entre 2007 y la actualidad.
- Mayor cantidad de triunfos consecutivos: Talleres, 7 partidos entre 1959 y 1961.
- Mayor cantidad de triunfos consecutivos en AFA: Talleres, 3 partidos entre 1996 y 1997.
- Jugador con más presencias: Domingo Bertolino (Talleres), 34 partidos.[37]
- Jugador con más presencias en AFA: Mario Cuenca (Talleres), 15 partidos.
- Máximo goleador: Miguel Antonio Romero (Talleres), 19 goles.[37]
- Máximo goleador en AFA: José Alfredo Zelaya (Talleres), 6 goles.
- Más goles en un partido: Humberto Bravo (Talleres), 4 goles el 25 de mayo de 1976 por la Liga Cordobesa de Fútbol.
- Más goles en un partido en AFA:  José Alfredo Zelaya (Talleres), 3 goles el 16 de noviembre de 1996 por la Primera B Nacional.
- Máxima recaudación: 3.800.000 pesos.[38]
- Expulsión más rápida: Alejandro Rébola (Belgrano), 65 segundos el 6 de octubre de 2024 por la Primera División.[39]

### Estadísticas
| Jugador              | Equipo   | Cantidad |
| -------------------- | -------- | -------- |
| Domingo Bertolino    | Talleres | 34       |
| Roberto Ortiz        | Talleres | 28       |
| Alfonso Paolucci     | Talleres | 27       |
| Jorge Campos         | Talleres | 27       |
| Antonio Gambino      | Talleres | 27       |
| Luis Antonio Ludueña | Talleres | 23       |
| Miguel Laciar        | Belgrano | 23       |
| Ignacio Romero       | Belgrano | 23       |

| Jugador               | Equipo   | Cantidad |
| --------------------- | -------- | -------- |
| Miguel Antonio Romero | Talleres | 29       |
| Rogelio Cuello        | Talleres | 27       |
| Roberto Luque         | Belgrano | 23       |
| José Ignacio Lascano  | Belgrano | 20       |
| Justo Aníbal Coria    | Belgrano | 17       |
| Amable López          | Talleres | 17       |

| Jugador               | Equipo   | Cantidad |
| --------------------- | -------- | -------- |
| Miguel Antonio Romero | Talleres | 19       |
| Rogelio Cuello        | Talleres | 17       |
| Roberto Luque         | Belgrano | 17       |
| José Ignacio Lascano  | Belgrano | 15       |
| Amable López          | Talleres | 13       |
| Justo Aníbal Coria    | Belgrano | 12       |
| Dardo Lucero          | Belgrano | 12       |
| Francisco García      | Belgrano | 11       |
| Santiago Salas        | Belgrano | 11       |

| Jugador             | Equipo   | Cantidad |
| ------------------- | -------- | -------- |
| José Zelaya         | Talleres | 6        |
| Rodrigo Astudillo   | Talleres | 3        |
| Nahuel Bustos       | Talleres | 3        |
| Luis Fabián Artime  | Belgrano | 3        |
| Mariano Campodónico | Belgrano | 3        |
| Cristian Carnero    | Belgrano | 3        |

### Tablas compararativas
| Estadísticas                                | Belgrano      | Talleres      |
| ------------------------------------------- | ------------- | ------------- |
| Temporadas en Primera División              | 31            | 38            |
| Temporadas en Primera B Nacional            | 19            | 11            |
| Temporadas en Torneo Federal A              | -             | 6             |
| Clasificación histórica en Primera División | 24.ª posición | 21.ª posición |
| Mejor puesto en Primera División            | 3.ª posición  | 2.ª posición  |
| Goleadores en Primera División              | 3             | 3             |
| Títulos de Primera División                 | 0             | 0             |
| Otros títulos nacionales                    | 2             | 7             |
| Títulos internacionales (participaciones)   | 0 (4)         | 1 (7)         |
| Títulos de la LCF y UCF                     | 59            | 63            |
| Total de títulos                            | 61            | 71            |

| Equipo           | Primero | Segundo | Tercero | Participaciones |
| ---------------- | ------- | ------- | ------- | --------------- |
| Primera División |         |         |         |                 |
| Belgrano         | 0       | 0       | 1       | 31              |
| Talleres         | 0       | 3       | 3       | 38              |
| Segunda División |         |         |         |                 |
| Belgrano         | 1       | 1       | 3       | 19              |
| Talleres         | 2       | 2       | 0       | 11              |
| Tercera División |         |         |         |                 |
| Belgrano         | -       | -       | -       | 0               |
| Talleres         | 2       | 0       | 0       | 6               |
| Copa Argentina   |         |         |         |                 |
| Belgrano         | 0       | 0       | 1       | 8               |
| Talleres         | 0       | 2       | 0       | 10              |

### Participaciones

#### En competiciones internacionales
| # | Torneo                 | Posición         | PJ | PG | PE | PP | GF | GC | DG |
| - | ---------------------- | ---------------- | -- | -- | -- | -- | -- | -- | -- |
| 1 | Copa Sudamericana 2013 | Segunda fase     | 2  | 1  | 0  | 1  | 1  | 2  | -1 |
| 2 | Copa Sudamericana 2015 | Segunda fase     | 2  | 0  | 1  | 1  | 2  | 6  | -4 |
| 3 | Copa Sudamericana 2016 | Octavos de final | 4  | 2  | 0  | 2  | 5  | 4  | 1  |
| 4 | Copa Sudamericana 2024 | Octavos de final | 8  | 3  | 3  | 2  | 8  | 7  | 1  |
| # | Total                  | 0 títulos        | 16 | 6  | 4  | 6  | 16 | 19 | -3 |

| # | Torneo                 | Posición            | PJ | PG | PE | PP | GF | GC | DG |
| - | ---------------------- | ------------------- | -- | -- | -- | -- | -- | -- | -- |
| 1 | Copa Conmebol 1999     | Campeón             | 8  | 4  | 1  | 3  | 13 | 11 | 2  |
| 2 | Copa Mercosur 2001     | Cuartos de final    | 8  | 2  | 5  | 1  | 10 | 7  | 3  |
| 3 | Copa Libertadores 2002 | Fase de grupos      | 6  | 1  | 2  | 3  | 5  | 9  | -4 |
| 4 | Copa Libertadores 2019 | Tercera Fase Previa | 4  | 1  | 2  | 1  | 5  | 4  | 1  |
| 5 | Copa Sudamericana 2021 | Fase de grupos      | 6  | 2  | 2  | 2  | 7  | 5  | 2  |
| 6 | Copa Libertadores 2022 | Cuartos de final    | 10 | 4  | 3  | 3  | 11 | 10 | 1  |
| 7 | Copa Libertadores 2024 | Octavos de final    | 8  | 4  | 1  | 3  | 11 | 9  | 2  |
| # | Total                  | 1 título            | 50 | 18 | 16 | 16 | 62 | 55 | 7  |

## Curiosidades

### Simbología
Ambos equipos cuentan con símbolos identitarios que los diferencian el uno del otro. En muchas ocasiones, los símbolos de uno de los clubes tienen una contraparte en el otro con ciertas características compartidas.

#### Los números
Tanto Belgrano como Talleres tienen números fácilmente relacionados con su club, generalmente relacionados con acontecimientos históricos vividos por cada uno de los equipos.
En el caso de Belgrano, el 68 es el número más vinculado a la entidad de Alberdi. En ese año, se creó la barra "Los Piratas Celestes" y además fue el año en el que un equipo de Córdoba jugó por primera vez un Torneo Nacional. Cada partido, en el "Minuto 68", los hinchas celestes recuerdan este hito con bengalas, cohetes y petardos en sus presentaciones como local. También se registró en un partido una propuesta de casamiento la cumplirse el minuto 68 de juego. El número 1905 también es representativo del club, al ser la fecha de fundación: está presente en remeras y en las redes sociales también es una referencia constante a la institución.
Para Talleres, los números más asociados a la institución son el 1913 y el 98. El primero recuerda la fundación del club. La "Hora Talleres" es las 19:13 de cada día. El segundo conmemora la final ganada a Belgrano en el superclásico que definió al campeón de la B Nacional en aquel año. También se ven banderas con este número en los partidos en los que Talleres oficia de local. También es común encontrar el conjunto alfanumérico 22xT, presente en grafitis, redes sociales y banderas: el número 22 representa a "el loco" en la quiniela, por lo que el símbolo se interpreta con la expresión "Loco por Talleres", una expresión de apoyo y lealtad al club.

#### Los gestos
Los dos clubes también están identificados por gestos que los hinchas hacen a modo de señal identitaria. Estos gestos pueden verse durante los partidos, cuando aparecen en cámara, en la calle, en los bailes, en los festejos y hasta en cualquier situación de la vida cotidiana.
El gesto tradicional de Belgrano o "gesto pirata" consiste en llevarse una de las manos a la cara para taparse un ojo, simulando un parche pirata. El gesto de Talleres, también conocido como "hacer la T", se forma con las dos manos, una dispuesta horizontalmente y otra vertical (aunque también se usan a veces los brazos o los dedos), para formar una letra T.
También son usados por los futbolistas de cada club al momento de festejar e incluso cuando un exjugador de Talleres o Belgrano anota un gol jugando para otro equipo suele recordar mediante su festejo su paso previo por alguna de las dos instituciones cordobesas.

#### Las personificaciones
Se ha identificado históricamente a Belgrano con la imagen de un pirata y a Talleres con la imagen de un trabajador del ferrocarril. Esto se debe, en el primer caso, al apodo que se ganó el equipo "Celeste" en la década del 60; mientras que el segundo está ligado a los orígenes ferroviarios del club de barrio Jardín.

#### Las letras
La letra "B" y la letra "T" son muchas veces exclusivas de Belgrano y Talleres, respectivamente. Estas no son solamente las iniciales de los nombres de cada club, sino en varias ocasiones un símbolo que representa a cada uno de estos y una referencia casi exclusiva a los mismos.
Es común encontrar fanáticos de Belgrano evitando el uso de la letra t en banderas y en mensajes de texto, reemplazando a esta por el número 7, por su parecido en la escritura. Asimismo, los hinchas de Talleres en ocasiones esquivan el uso de la letra b en banderas y posteos en redes sociales, grafema que reemplazan con la letra v, de igual sonido.

### Comportamiento entre hinchadas
El Superclásico Cordobés se destacó por su buena relación entre hinchadas, a pesar de la rivalidad entre ambas parcialidades, llegando incluso a contar con un sector de hinchadas compartidas en 2018.
De todas formas, el clásico muchas veces está teñido de xenofobia en las canciones de cancha durante los partidos. Numerosas acciones se llevaron a cabo para erradicar estas prácticas por parte de los clubes, la Asociación del Fútbol Argentino, los gobiernos, las ONG y los medios de comunicación, tales como campañas en redes sociales y encuentros entre simpatizantes de ambos clubes por la paz.
En 2024, 50 mil personas asistieron al baile de La Mona Jiménez, entre los que se encontraban hinchas de Belgrano y Talleres, inmediatamente después de haberse disputado el clásico, con total normalidad: “La Mona nos une, siempre. Aparte de la rivalidad de los equipos hay que tener una amistad, somos todos iguales”, aseguró uno de los asistentes.

### Futbolistas que jugaron en ambos clubes
Esta es una lista de jugadores que vistieron, en diferentes momentos, ambas camisetas. Entre los más destacados, se encuentran:
| - Diego Alarcón - Adrián Ávalos - Héctor Ártico - Mario Alfonso Ballarino - Ignacio Chicco - Pablo Agustín Comelles - José Luis Cuciuffo - Héctor Cuevas - Germán Delpino - Alberto de Sa - Luis Galván | - Horacio García - Darío Alberto Gigena - Carlos Guerini - Jorge Guyón - Victor Hugo Heredia - Guido Herrera - Luis Marcelo Herrera - Juan José López - Javier Lux - Wilfredo Olivera - Roberto Luis Oste | - José Omar Reinaldi - Rodolfo César Rodriguez - Luis Enrique Rueda - Juan José Serrizuela - Gerardo Solana - Antonio Syeyyguil - Elvio Vázquez - Javier Villarreal - Darío Zárate |

En total, 94 jugadores se pusieron ambas camisetas. 11 de ellos pasaron por Talleres y Belgrano en tres ciclos y 4 de ellos lo hicieron en cuatro oportunidades distintas. 58 jugaron primero en Talleres y luego en Belgrano y 57 hicieron el camino opuesto.
El primer futbolista en vestir ambas camisetas fue José Cardozo (1914, en Talleres; 1916-1917 en Belgrano). El primero que pasó de manera directa entre ambos clubes fue Manuel Chávez (1915-1917 en Talleres; 1917 en Belgrano).
Entre los últimos pases directos de un club al otro se encuentran, de Talleres a Belgrano: Javier Villarreal y Héctor Cuevas; y de Belgrano a Talleres: Luis Rueda y Gabriel Meta.
El que menos partidos jugó fue Juan Esteban Vanzín, con un encuentro disputado para cada equipo en 1972. Además, Alejandro Carballo y Mario Carballo son los únicos futbolistas padre e hijo que pasaron por los dos clubes.
También destaca en este clásico, a pesar de la rivalidad, la buena relación entre varios futbolistas de ambos clubes y las acciones conjuntas entre ambas instituciones.